# Матион
Матион (греч. Μάτιον; или Мати, Mάτι) — район города Неа-Макри в Греции, в 1940—1971 годах — деревня. Расположен на берегу залива Петалия Эгейского моря, у подножья гор Пенделикон, к северу от горы Мати (88 м), на юге граничит с городом Рафина, на севере — с районом Айос-Андреас. Административно город Неа-Макри входит в общину Марафон в периферийной единице Восточная Аттика в периферии Аттика.

## История
16 октября 1940 года деревня Матион была выделена из Неа-Макри и признана поселением.

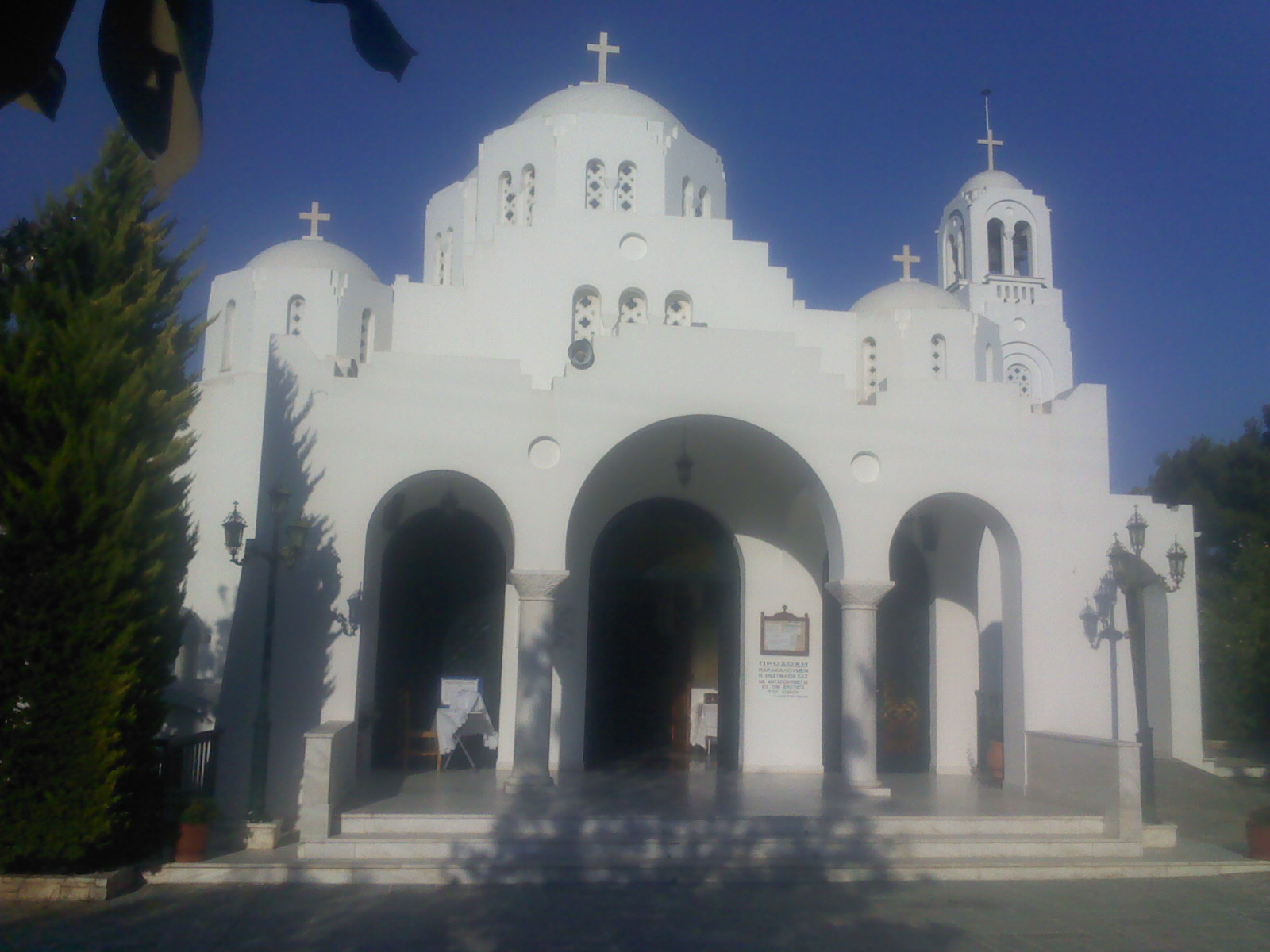
Успенская церковь в Матионе

В 1960-х годах Матион стал небольшим курортным поселением с домами отдыха, преимущественно для гостей из Афин.
14 марта 1971 года деревня Матион упразднена. В 1978 году в Матионе построена Успенская церковь.
В 2000-х годах Матион значительно вырос[уточнить].

## Лесной пожар

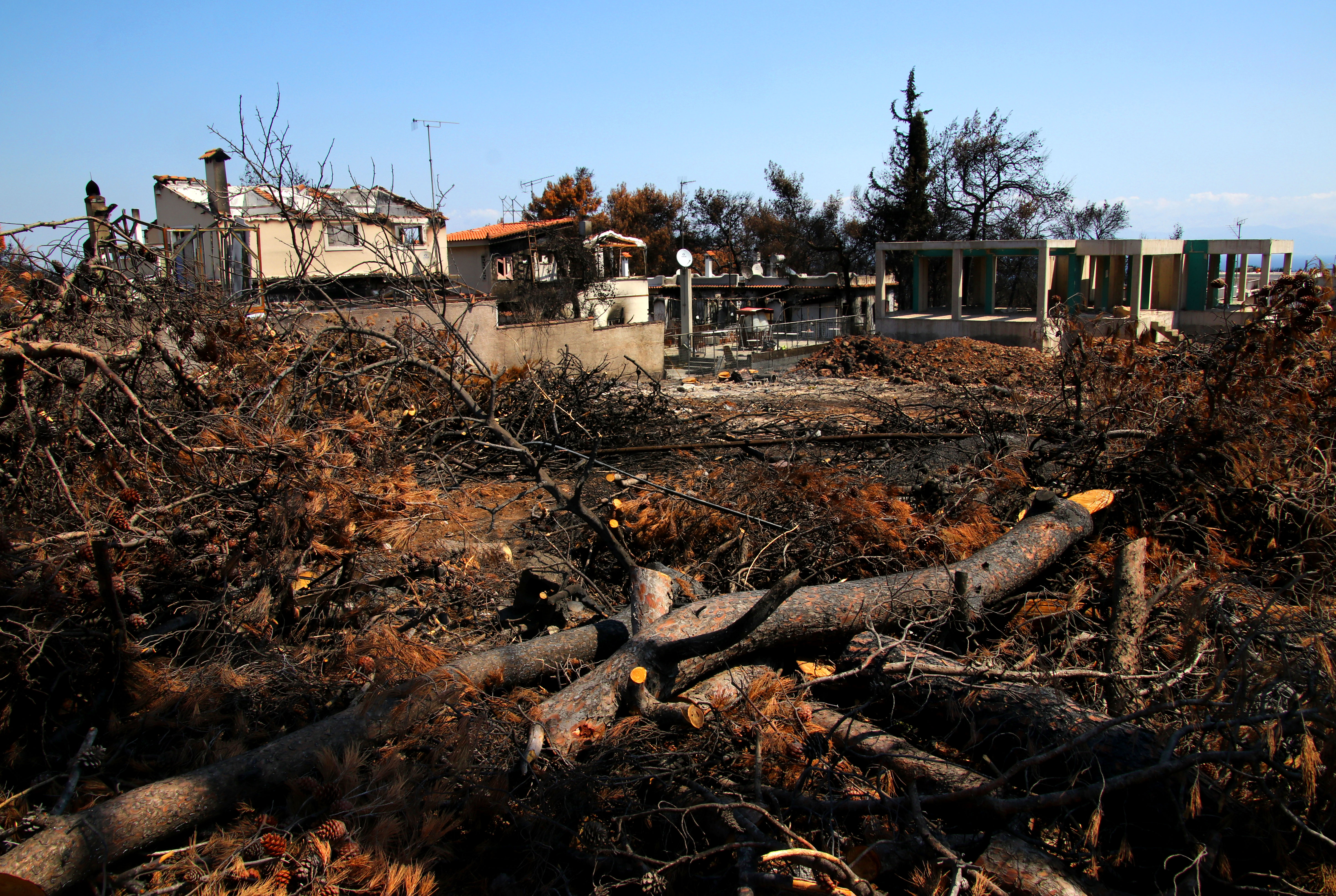
Последствия лесных пожаров в Матионе; фото от 24 августа 2018 года

Во время лесных пожаров в Аттике 23 июля 2018 года Матион выгорел практически полностью. В огне или от полученных травм и ожогов погибли 102 человека. Тела 26 взрослых и детей были обнаружены во дворе одной из вилл. Морские пограничники эвакуировали более 700 человек с местных пляжей, куда они бежали в попытках спастись от огня и дыма. Пожар произошёл во время аномальной жары в Европе. Уступает по смертоносности в XXI веке только лесным пожарам в Австралии 2009 года, когда погиб 181 человек.
24 июля премьер-министр Алексис Ципрас объявил трёхдневный траур по жертвам пожаров. 3 августа ушёл в отставку министр защиты граждан Никос Тоскас, ответственный за пожарную службу и полицию. Правительство Греции сменило руководителей пожарной службы и полиции.
В 2020 году греческая газета «Катимерини» опубликовала расследование, согласно которому сотруднику пожарной службы Димитриосу Лиоциосу (Δημήτριος Λιότσιος), назначенному прокуратурой следователем, чинил препятствия новый руководитель пожарной службы, генерал-лейтенант Василис Маттеопулос (Βασίλης Ματθαιόπουλος).